# Rūta Meilutytė
Rūta Meilutytė (Kaunas, 19 de marzo de 1997) es una deportista lituana que compite en natación, especialista en el estilo braza. Es la campeona olímpica de Londres 2012 en los 100 m braza, once veces campeona mundial y ocho veces campeona europea.

## Trayectoria
Participó en dos Juegos Olímpicos de Verano, obteniendo una medalla de oro en Londres 2012, en la prueba de 100 m braza, y el séptimo lugar en Río de Janeiro 2016, en la misma prueba.
Ganó nueve medallas en el Campeonato Mundial de Natación entre los años 2013 y 2025, y ocho medallas en el Campeonato Mundial de Natación en Piscina Corta entre los años 2012 y 2024.
Además, obtuvo cinco medallas en el Campeonato Europeo de Natación entre los años 2014 y 2022, y cinco medallas de oro en el Campeonato Europeo de Natación en Piscina Corta, en los años 2013 y 2017.
En 2013 estableció dos nuevas plusmarcas mundiales en piscina larga: 50 m braza (29,48 s) y 100 m braza (1:04,35). En julio de 2023 volvió a batir el récord mundial de los 50 m braza (29,16 s).
En 2012 fue galardonada con la Gran Cruz de la Orden al Mérito de Lituania. Entre abril de 2018 y marzo de 2019 no estuvo localizable para tres controles antidopaje y fue sancionada por la FINA con dos años de suspensión, por lo que no pudo clasificarse para los Juegos de Tokio 2020.

## Palmarés internacional
| Juegos Olímpicos                    | Juegos Olímpicos       | Juegos Olímpicos  | Juegos Olímpicos |
| Año                                 | Lugar                  | Medalla           | Prueba           |
| ----------------------------------- | ---------------------- | ----------------- | ---------------- |
| 2012                                | Londres (Reino Unido)  | Medalla de oro    | 100 m braza      |
| Campeonato Mundial                  |                        |                   |                  |
| Año                                 | Lugar                  | Medalla           | Prueba           |
| 2013                                | Barcelona (España)     | Medalla de oro    | 100 m braza      |
| 2013                                | Barcelona (España)     | Medalla de plata  | 50 m braza       |
| 2015                                | Kazán (Rusia)          | Medalla de plata  | 100 m braza      |
| 2022                                | Budapest (Hungría)     | Medalla de oro    | 50 m braza       |
| 2022                                | Budapest (Hungría)     | Medalla de bronce | 100 m braza      |
| 2023                                | Fukuoka (Japón)        | Medalla de oro    | 50 m braza       |
| 2023                                | Fukuoka (Japón)        | Medalla de oro    | 100 m braza      |
| 2024                                | Doha (Catar)           | Medalla de oro    | 50 m braza       |
| 2025                                | Singapur (Singapur)    | Medalla de oro    | 50 m braza       |
| Campeonato Mundial en Piscina Corta |                        |                   |                  |
| Año                                 | Lugar                  | Medalla           | Prueba           |
| 2012                                | Estambul (Turquía)     | Medalla de oro    | 50 m braza       |
| 2012                                | Estambul (Turquía)     | Medalla de oro    | 100 m braza      |
| 2012                                | Estambul (Turquía)     | Medalla de plata  | 100 m estilos    |
| 2014                                | Doha (Catar)           | Medalla de oro    | 50 m braza       |
| 2014                                | Doha (Catar)           | Medalla de plata  | 100 m braza      |
| 2018                                | Hangzhou (China)       | Medalla de plata  | 50 m braza       |
| 2022                                | Melbourne (Australia)  | Medalla de oro    | 50 m braza       |
| 2024                                | Budapest (Hungría)     | Medalla de oro    | 50 m braza       |
| Campeonato Europeo                  |                        |                   |                  |
| Año                                 | Lugar                  | Medalla           | Prueba           |
| 2014                                | Berlín (Alemania)      | Medalla de oro    | 50 m braza       |
| 2016                                | Londres (Reino Unido)  | Medalla de oro    | 100 m braza      |
| 2018                                | Glasgow (Reino Unido)  | Medalla de plata  | 100 m braza      |
| 2022                                | Roma (Italia)          | Medalla de oro    | 50 m braza       |
| 2022                                | Roma (Italia)          | Medalla de bronce | 100 m braza      |
| Campeonato Europeo en Piscina Corta |                        |                   |                  |
| Año                                 | Lugar                  | Medalla           | Prueba           |
| 2013                                | Herning (Dinamarca)    | Medalla de oro    | 50 m braza       |
| 2013                                | Herning (Dinamarca)    | Medalla de oro    | 100 m braza      |
| 2013                                | Herning (Dinamarca)    | Medalla de oro    | 100 m estilos    |
| 2017                                | Copenhague (Dinamarca) | Medalla de oro    | 50 m braza       |
| 2017                                | Copenhague (Dinamarca) | Medalla de oro    | 100 m braza      |